# Chalcosoma
Chalcosoma (Hope, 1837) è il nome di un genere di coleotteri appartenenti alla famiglia degli Scarabeidi (sottofamiglia Dynastinae).

## Descrizione

### Adulto
La caratteristica più evidente degli adulti (soprattutto maschi) appartenenti a questo genere sono le 2 corna toraciche che insieme vanno a formare una sorta di arco; inoltre essi sono anche dotati un grosso corno cefalico. Le femmine sono sprovviste di corna e, al pari dei maschi, presentano un corpo tozzo e tarchiato, dal colore solitamente nero laccato. Si tratta di insetti di grandi dimensioni che possono arrivare a misurare anche 130 mm di lunghezza.

### Larve
Le larve hanno l'aspetto di grossi vermi bianchi dalla forma a "C". Presentano il capo sclerificato e le tre paia di zampe atrofizzate. Lungo i fianchi presentano una serie di forellini chitinosi che gli permettono di respirare nel terreno.

## Biologia

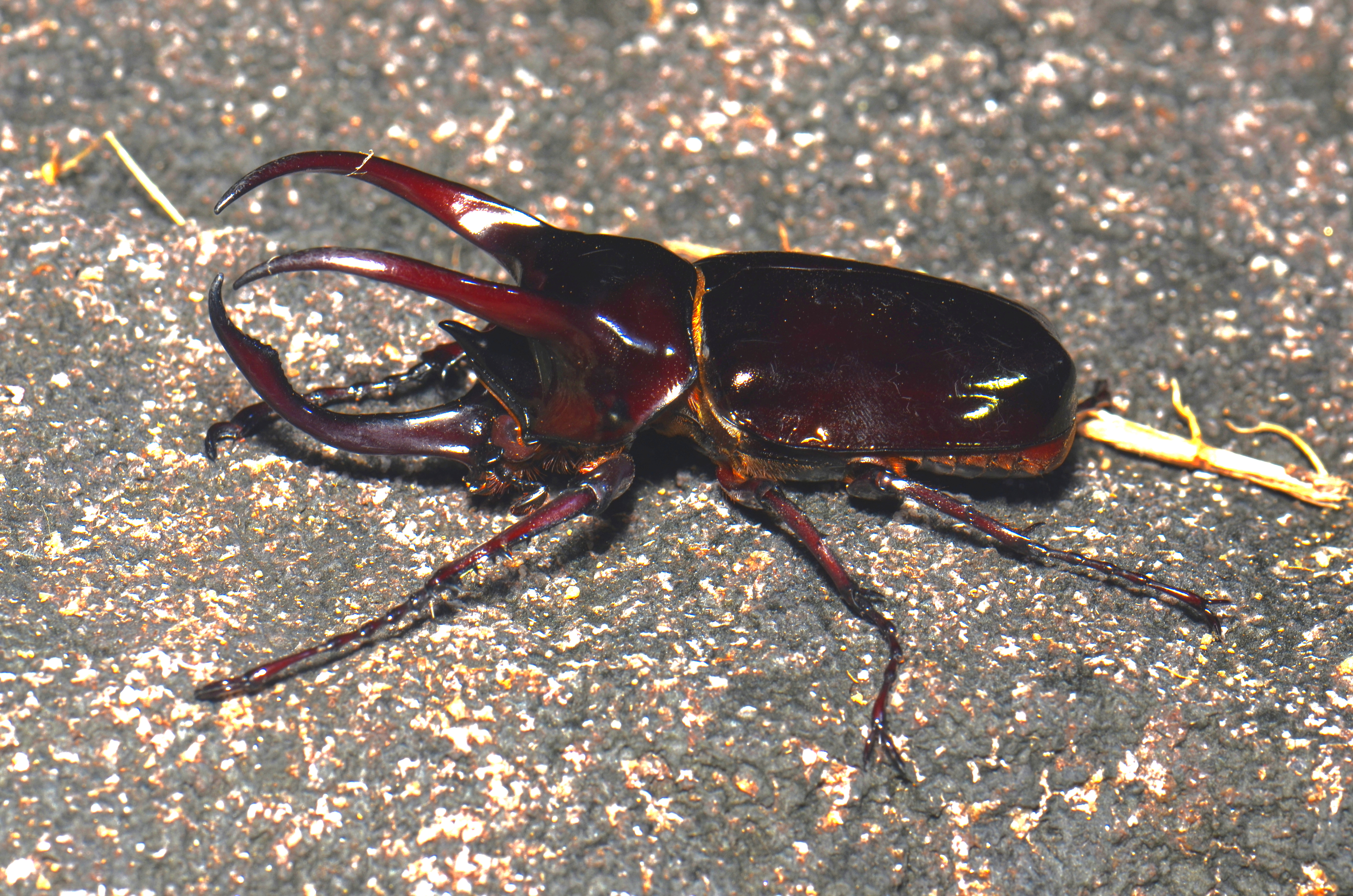
Chalcosoma mollenkampi.

Questi scarabeidi hanno un'evidente indole violenta che si può riflettere anche durante l'accoppiamento, in cui talvolta la femmina può restare uccisa. Esso è generalmente di breve durata con il maschio in groppa alla femmina, tenendosi attaccato all'albero usando le lunghe zampe anteriori. Le larve si sviluppano nel terreno e si nutrono di legno marcio in decomposizione.

## Distribuzione
Il genere Chalcosoma è diffuso nel sud-est asiatico.

## Tassonomia
Il genere racchiude le seguenti specie:
- Chalcosoma atlas
- Chalcosoma caucasus
- Chalcosoma mollenkampi
- Chalcosoma engganensis